# Jena
Jena ou Iena é uma cidade da Alemanha localizada na Turíngia, sendo considerada a terceira maior cidade deste estado. A cidade possui uma população de 102.201 (2005) e uma área de 114.29 km².
Jena é uma cidade independente (Kreisfreie Städte) ou distrito urbano (Stadtkreis), ou seja, possui estatuto de distrito (kreis).
Localiza-se na cidade a Universidade Friedrich Schiller de Jena, fundada em 1558, e a empresa de instrumentos ópticos Carls Zeiss Jena, fundada pelo famoso empresário Carl Zeiss em 1846.

## História
A Batalha de Jena aconteceu em 14 de outubro de 1806, onde se enfrentaram o exército francês de Napoleão contra as tropas prussianas comandadas por Frederico Guilherme III da Prússia. Esta batalha, junto com a Batalha de Auerstedt, significou a derrota da Prússia e sua saída das Guerras Napoleônicas até 1813. Em 1815 foi fundada em Jena a primeira Burschenschaft (em alemão: "Urburschenschaft"), espécie de Studentenverbindung, que procurou estabelecer ideais de unidade nacional e democracia entre os estudantes da Universidade de Jena.
Em 1945 no final da II Guerra Mundial, a cidade foi bombardeada por aviões americanos e britânicos, causando 153 vítimas fatais.

## Educação
A cidade destaca-se por abrigar a Universidade Friedrich Schiller de Jena, a maior universidade do estado da Turíngia. Esta universidade é especialmente conhecida por ter sido dirigida, no início do século XIX, por Johann Wolfgang von Goethe. Nessa época lecionaram ali professores como Johann Gottlieb Fichte, Georg Hegel, Friedrich Schelling, Friedrich von Schlegel e Friedrich Schiller. Foram alunos da universidade neste período Novalis, Hölderlin, Clemens Brentano, Ernst Moritz Arndt e, mais tarde, Karl Marx, Ernst Abbe, Otto Schott e Carl Zeiss.

## Esportes
A cidade é representada pelo FC Carl Zeiss Jena no Campeonato Alemão de futebol.

## Cidades Irmãs (Geminadas)
- Lugoj (Roménia), desde 1983, renovado 1993
- Porto (Portugal), desde 1984
- Erlangen (Baviera), desde 1987
- Berkeley (EUA), desde 1989
- San Marcos (Nicarágua), desde 1996
- Aubervilliers (França), desde 1999

## Demografia

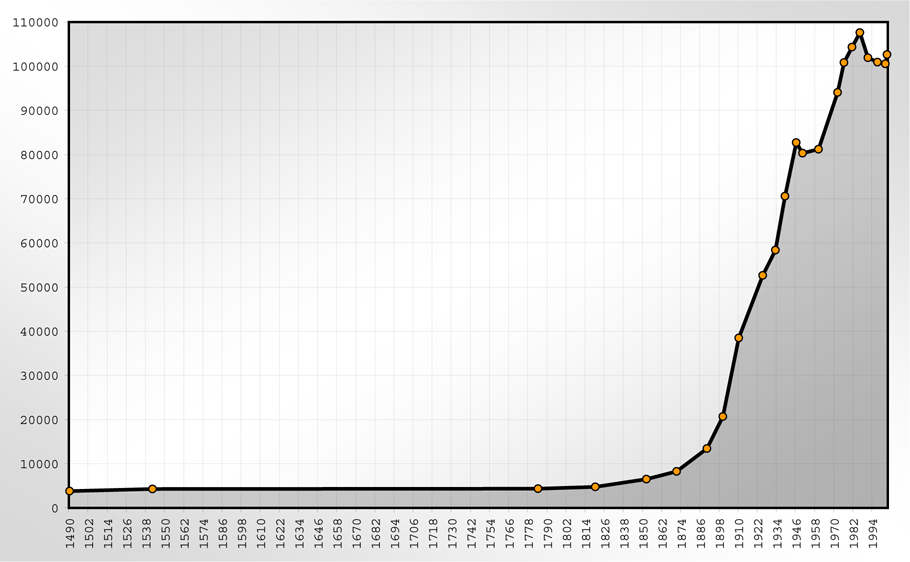
Evolução demográfica da cidade.

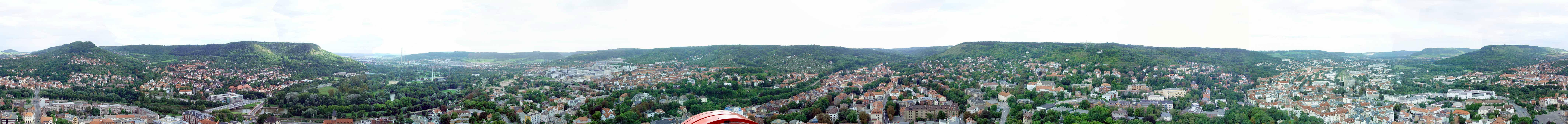
Panorama 360 graus.